# Blood Falls

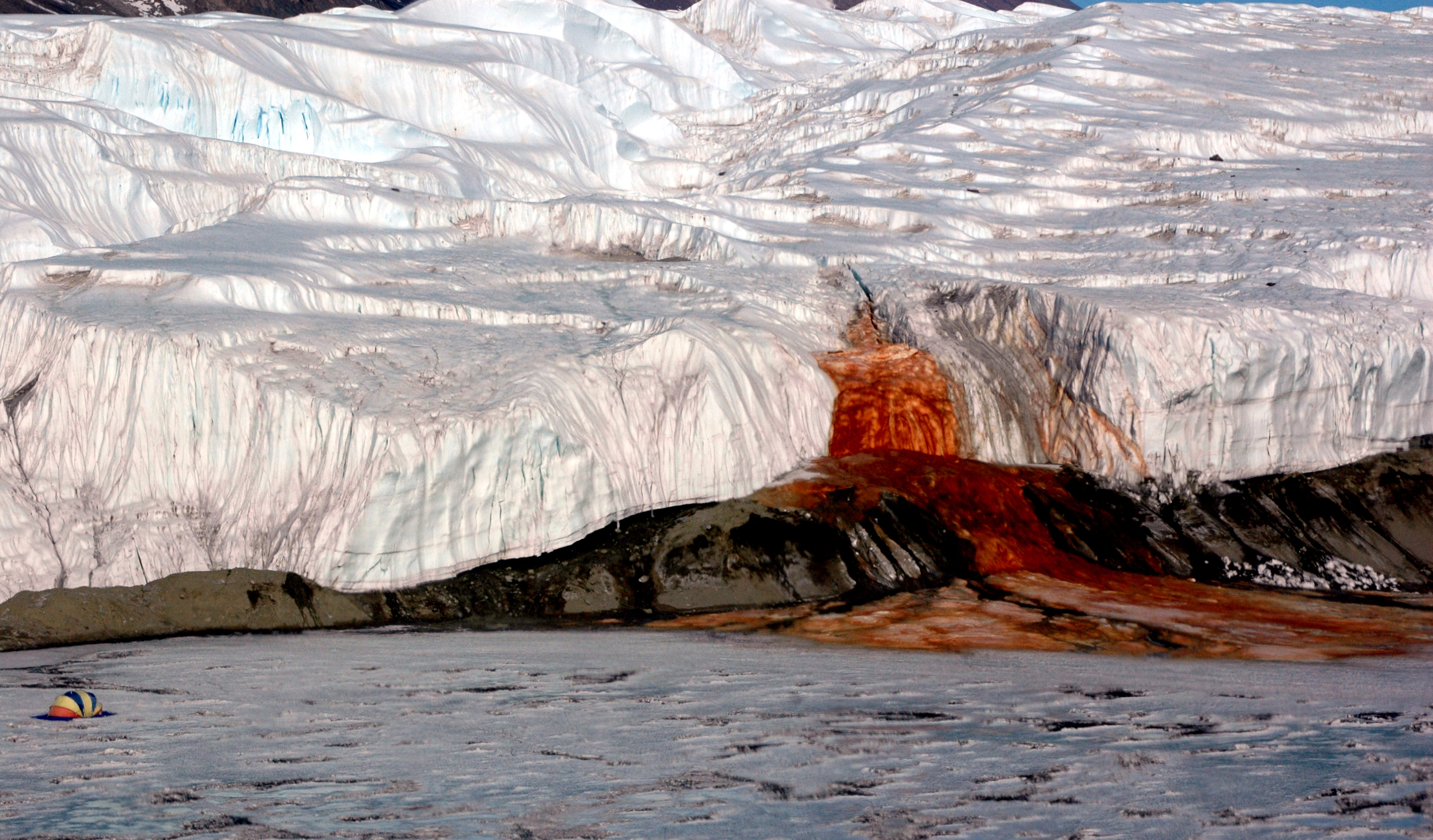
Blood Falls v roce 2006

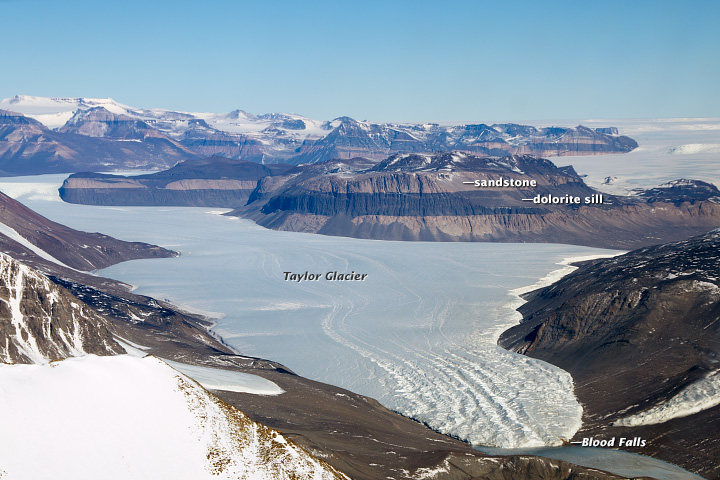
Blood Falls, na čele Taylorova ledovce, 2013

Blood Falls, česky Krvavý vodopád, je pramen slané vody obsahující oxid železitý tekoucí z Taylorova ledovce na ledem pokrytý povrch West Lake Bonney v Taylor Valley v oblasti Suchých údolí McMurdo ve Viktoriině zemi na východní Antarktidě.
Z malých puklin v ledovci sporadicky vytéká velmi slaná voda bohatá na železo. Zdrojem slané vody je subglaciální jezero neznámé velikosti, které je překryto asi 400 metry ledu. Toto jezero se nachází několik kilometrů od samotných vodopádů.
Načervenalý pramen nalezl v roce 1911 australský geolog Thomas Griffith Taylor, který jako první prozkoumal údolí, které dnes nese jeho jméno. První průzkumníci Antarktidy nejprve červenou barvu připisovali červeným řasám, ale později se ukázalo, že je způsobena výskytem oxidů železa.

## Geochemie
Špatně rozpustné železité oxidy se viditelně objevují na povrchu ledu poté, co jsou železnaté ionty přítomné v nemrznoucí slané vodě oxidovány v kontaktu se vzdušným kyslíkem. Rozpustnější železnaté ionty jsou rozpuštěny v dlouho uložené mořské vodě, která se nachází v dutině, jež je pozůstatkem Antarktického oceánu. K tomu došlo v období miocénu, asi před 5 miliony let, kdy byla hladina moře vyšší než dnes a ledovec shora uzavřel fjord.
Na rozdíl od většiny antarktických ledovců není Taylorův ledovec přimrzlý ke skalnímu podloží, pravděpodobně kvůli přítomnosti solí koncentrovaných krystalizací mořské vody uzavřené pod ním. V reliktní mořské vodě se objevily krystaly soli, pravděpodobně proto, že čistý led krystalizoval a vytlačoval ze sebe sůl. K tomu docházelo, když se měnila teplota ledovce kvůli výměně tepla kapalné mořské vody v dutině s masou ledovce. V důsledku toho byla zachycená mořská voda koncentrována ve slaných vodách se slaností dvakrát až třikrát vyšší než má průměrná oceánská voda. Druhým mechanismem někdy také vysvětlujícím vznik hypersolných roztoků je odpařování vody z povrchových jezer přímo vystavených velmi suché polární atmosféře v Suchých údolích McMurdo. Analýzy stabilních izotopů vody umožňují v zásadě rozlišovat mezi oběma procesy, pokud nedochází k míšení mezi různě vytvořenými solankami.
Extrémně slaná tekutina, náhodně odebraná trhlinou v ledu, byla bez kyslíku a bohatá na sírany a železnaté ionty. Síran je pozůstatkem geochemických procesů probíhajících v mořských podmínkách, zatímco rozpuštěné dvojmocné železo bylo pravděpodobně uvolněno z minerálů subglaciálního podloží zvětralých mikrobiální činností.